# 志布志インターチェンジ
志布志インターチェンジ（しぶしインターチェンジ）は、鹿児島県志布志市志布志町安楽にある東九州自動車道、日南・志布志道路（東九州自動車道に並行する一般国道220号の自動車専用道路、事業中）、および都城志布志道路（有明志布志道路・志布志道路）のインターチェンジである。
2021年2月27日に都城志布志道路の有明東ICから志布志ICまでが、同年7月17日に東九州自動車道の志布志ICから鹿屋串良JCTまでがそれぞれ開通した。2025年3月23日に都城志布志道路の志布志ICから志布志港までが開通。
両道路は平面交差点（志布志I.C入口交差点）を介して接続している。都城志布志道路においては都城方面出入口のみのハーフインターチェンジとして供用される。

## 歴史
- 2004年（平成16年）1月：志布志IC - 末吉財部IC間が新直轄方式での整備計画に変更[7][8]。
- 2013年（平成25年）10月11日：九州地方整備局が東九州自動車道で唯一事業化されていない日南IC - 志布志IC（約40キロ）の3ルート案を提示[9]。
- 2014年（平成26年）5月28日：国土交通省九州地方整備局が日南 - 志布志間について、全区間を自動車専用道路として整備する方針を明らかにし、福岡市で開いた有識者による小委員会で報告した[10][11]。
- 2016年（平成28年）
  - 3月8日：未事業化区間である日南 - 志布志間 (40.7 km)のうち、日南IC - 油津IC間 (3.2 km)と夏井IC - 志布志IC間 (3.7 km)が2016年度より国道220号日南・志布志道路として新規事業採択時評価の候補路線となる[2]。
  - 4月1日：国道220号日南・志布志道路 日南IC - 油津IC間、同 夏井IC - 志布志IC間が事業化[12][13]。
- 2017年（平成29年）
  - 8月10日：志布志IC - 大崎IC間に、志布志有明ICの追加設置を許可[14]。
- 2021年（令和3年）
  - 2月27日：都城志布志道路 有明東IC - 志布志IC間開通[1][3][15]。
  - 7月17日：東九州道 志布志IC - 鹿屋串良JCT間開通[4][5]。
- 2025年（令和7年）3月23日：都城志布志道路 志布志IC - 志布志港間開通[6]。

### 予定
- 未定：夏井IC - 志布志IC間開通予定。

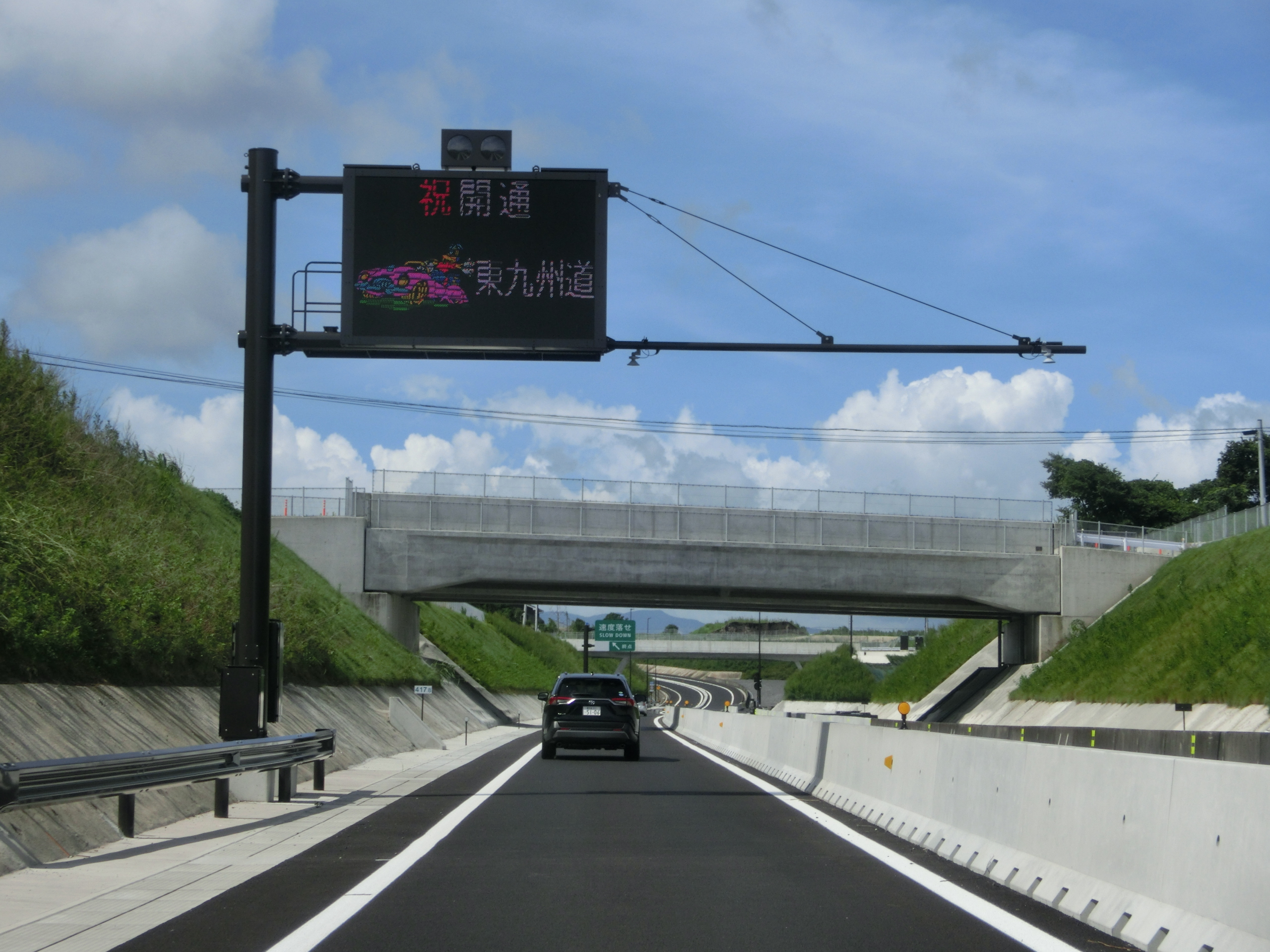
東九州自動車道本線出入口付近。日南方面（2021年7月）
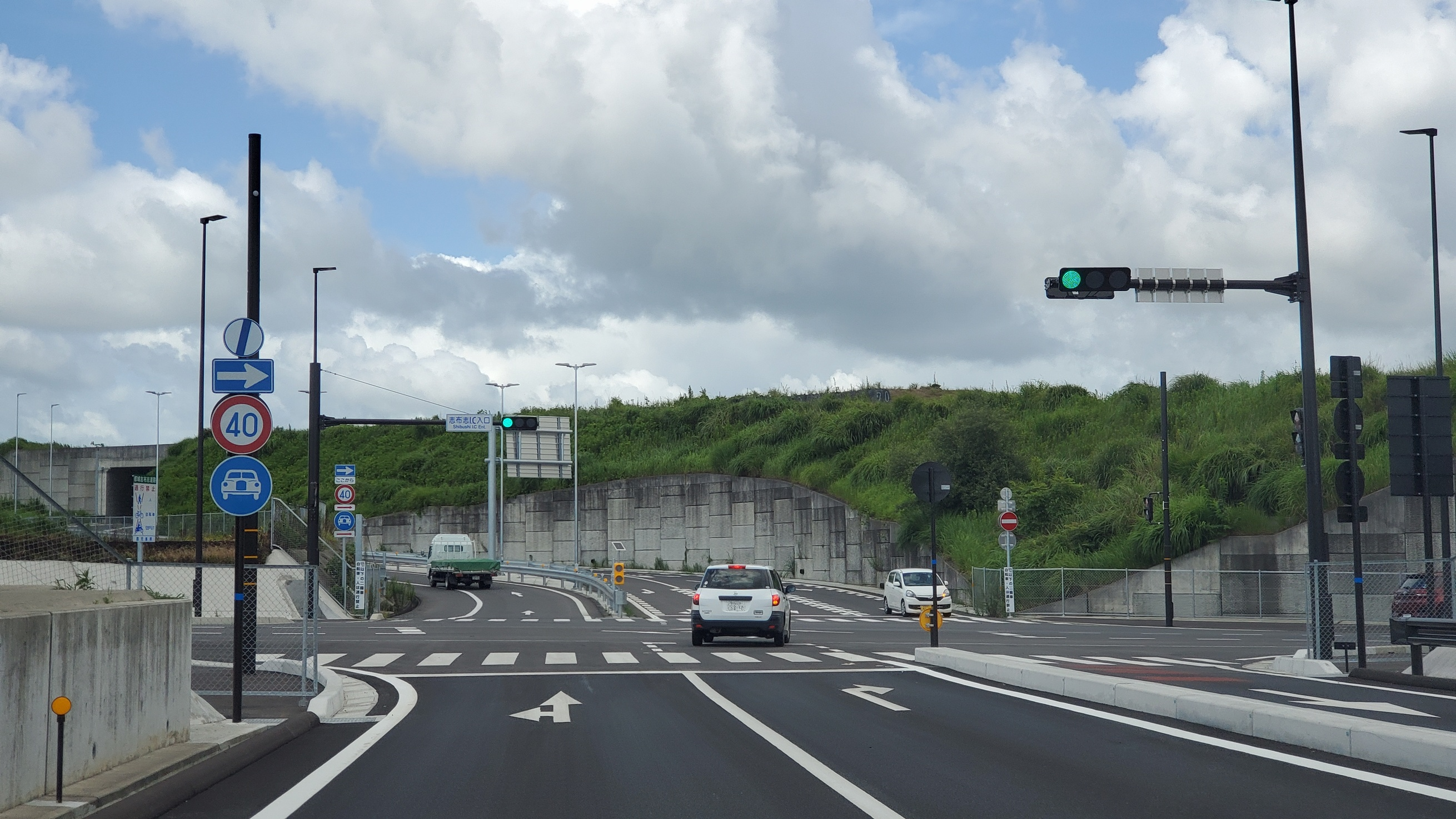
東九州自動車道出口付近。写真奥方は都城志布志道路ランプ部（2021年7月）
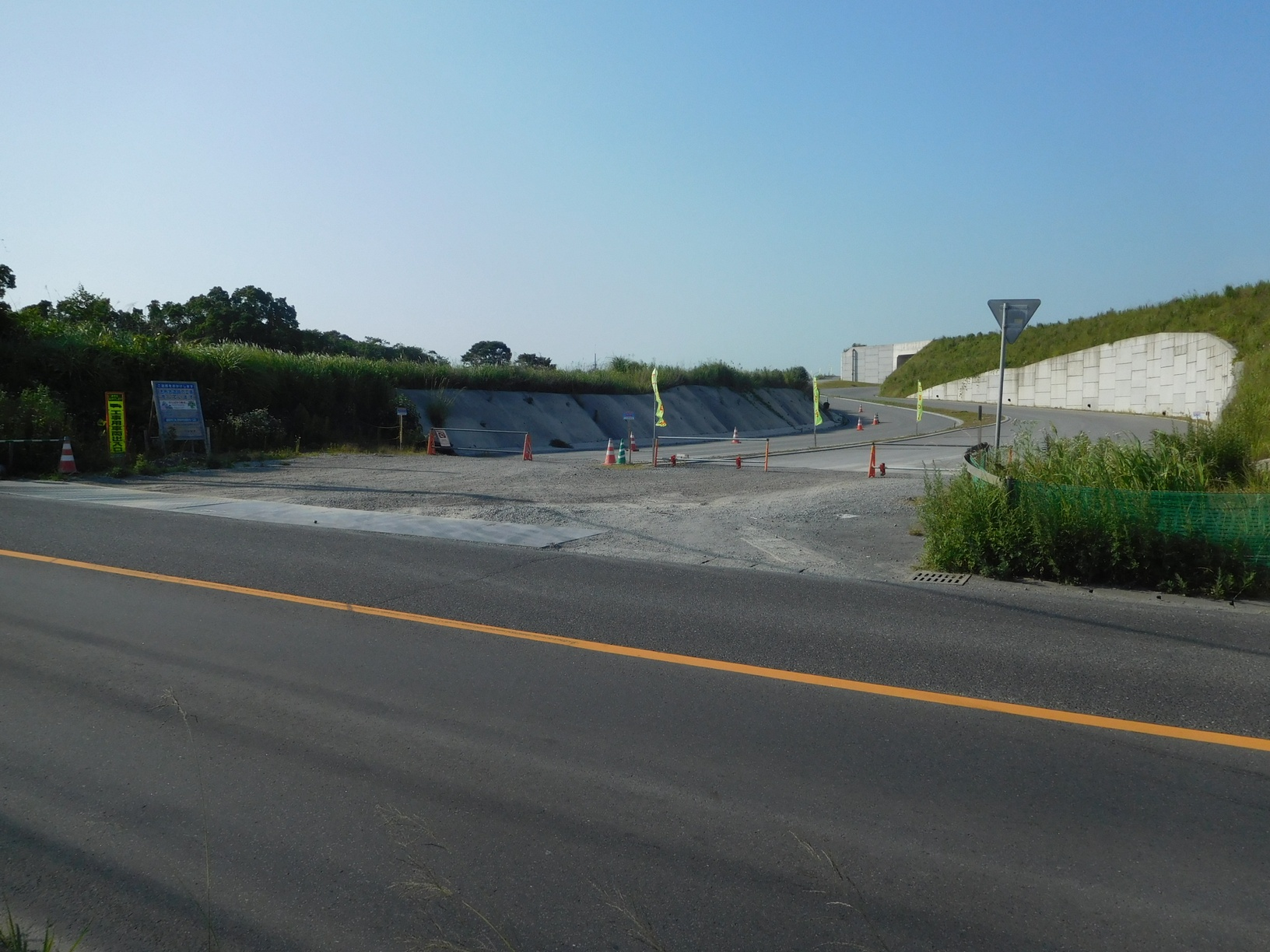
2017年6月時点の都城志布志道路と県道63号（一般道）との接続点。
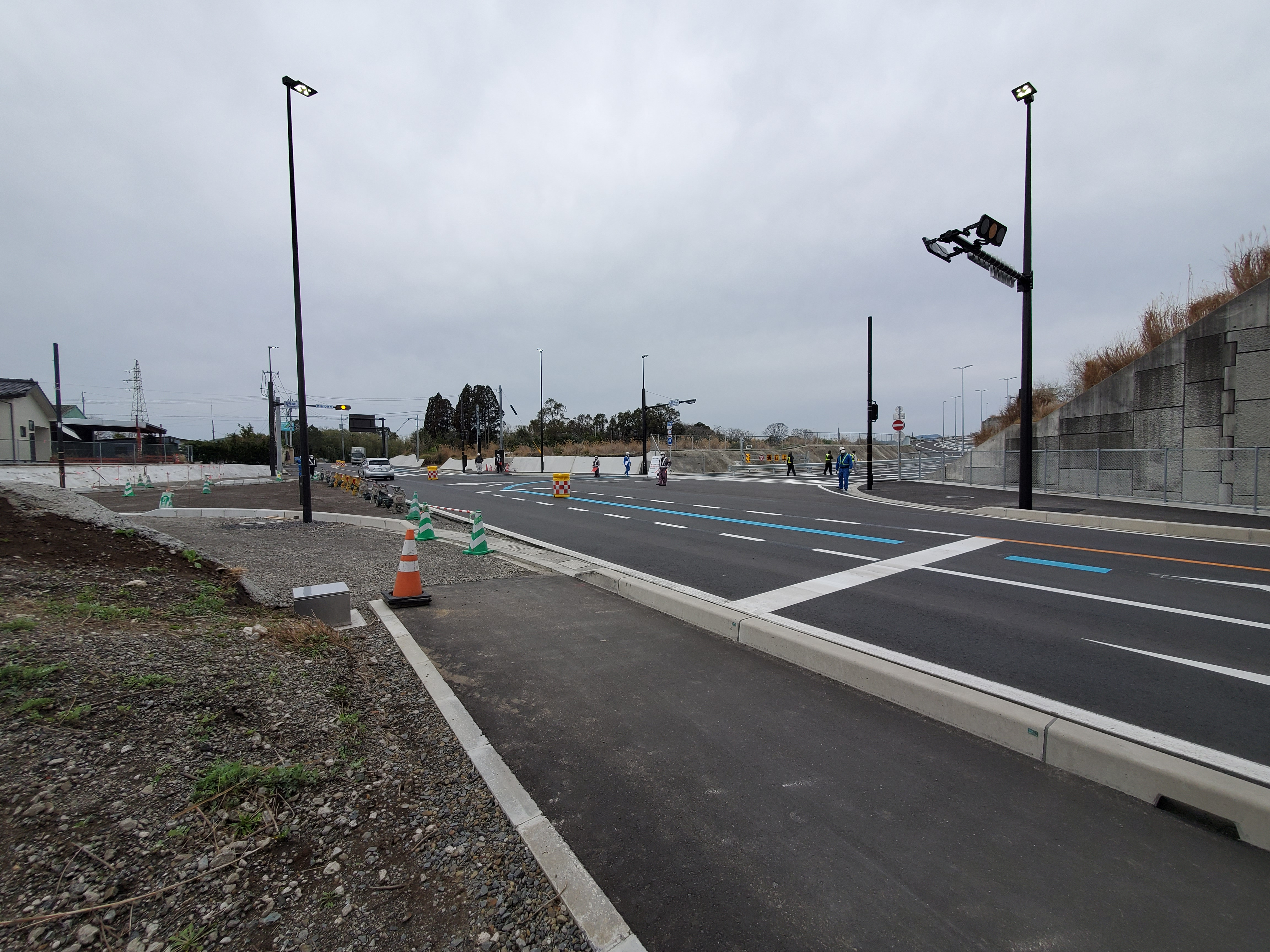
2021年2月27日時点の都城志布志道路と県道63号（一般道）との接続点。
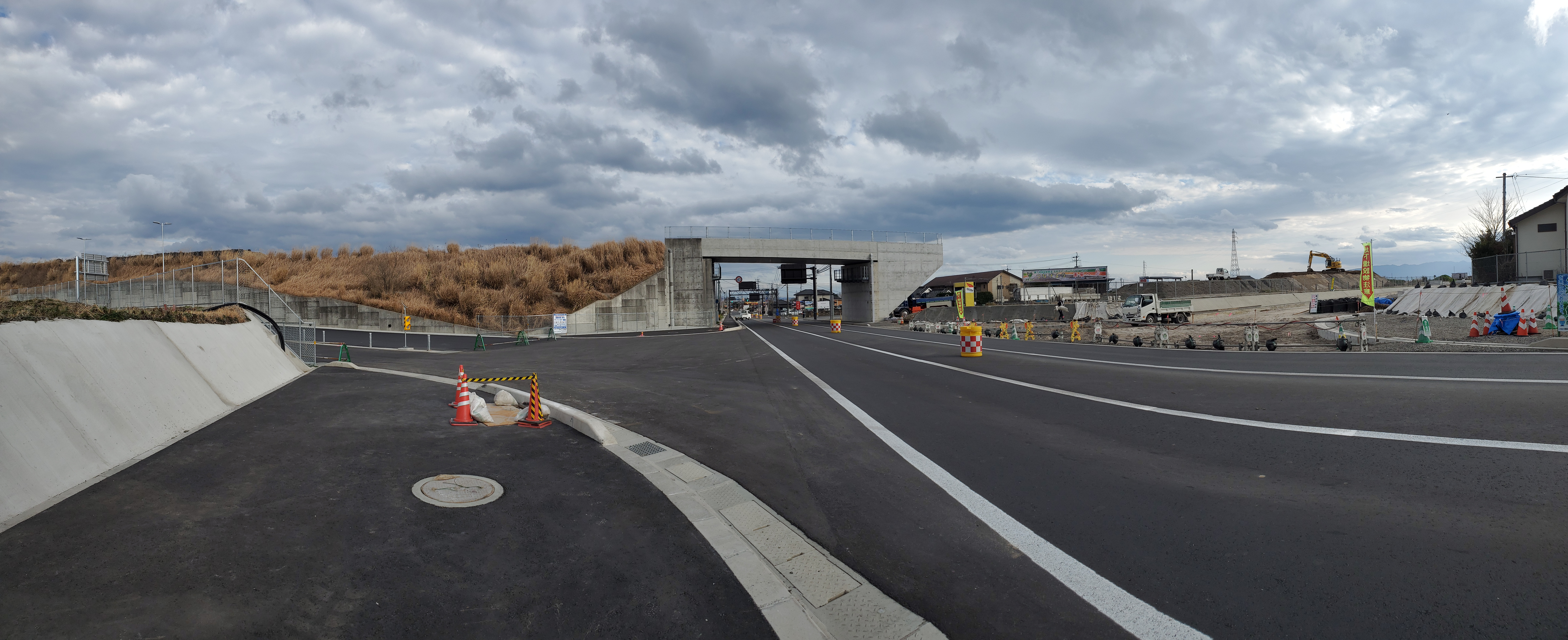
2021年2月1日時点の県道63号（一般道）との接続点。左が都城志布志道路。右が東九州自動車道。

## 周辺
- 志布志市街
  - 志布志市役所（本庁兼志布志支所 - 旧 志布志町役場）
  - 志布志港
  - 志布志駅（JR九州・日南線）

## 接続する道路
- 直接接続
  - 鹿児島県道63号志布志福山線

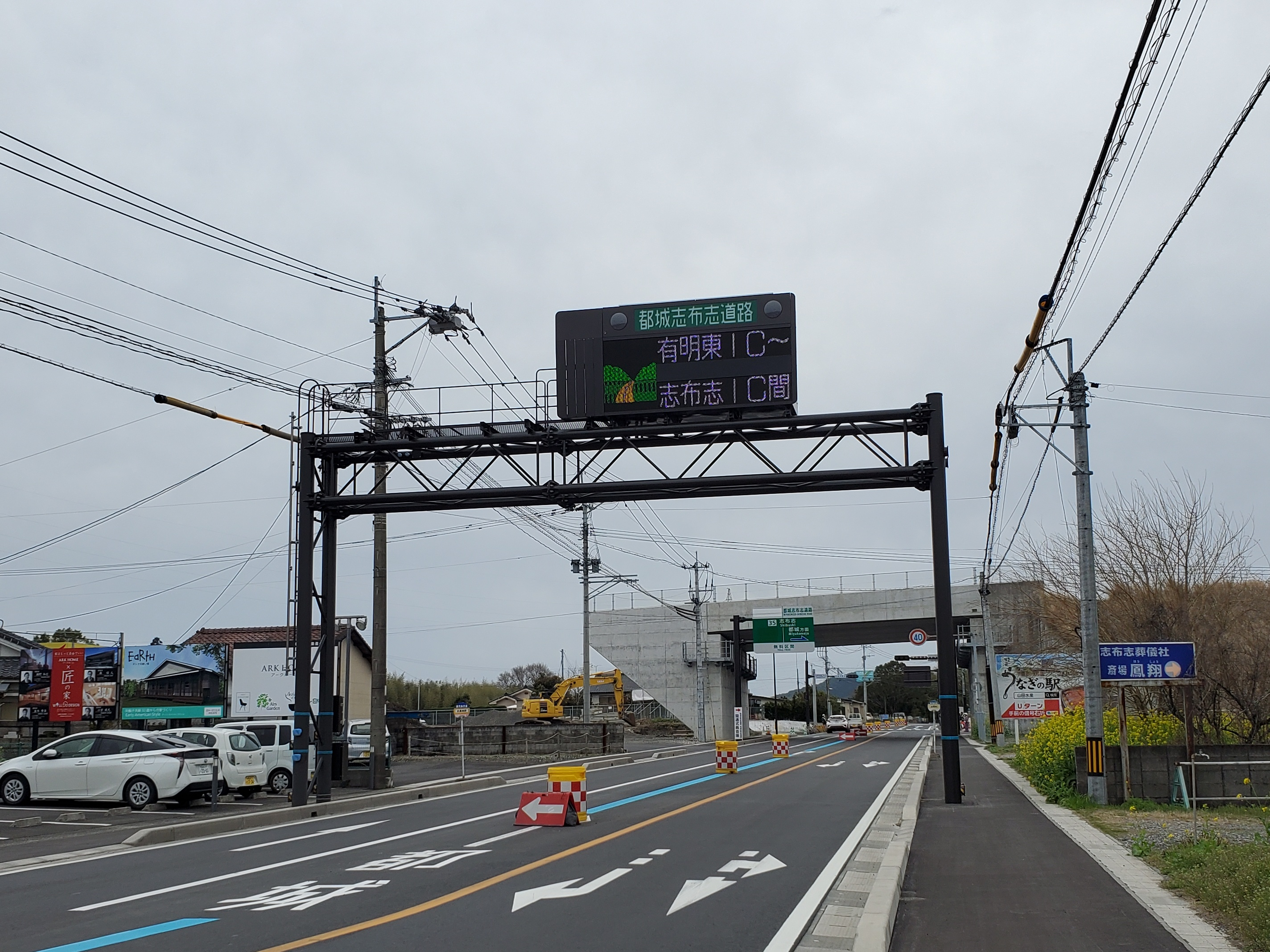
県道63号（一般道区間）からみた志布志IC付近（2021年2月27日、霧島市方面）

    - 一般道区間に接続するほか、都城志布志道路の有明北IC - 志布志IC間も県道63号の一部として認定されている。

  - 鹿児島県道523号志布志有明線[16]
    - 2025年3月14日の令和7年鹿児島県告示第179号により起点が志布志インターチェンジに変更されたが、同日時点では県道63号（一般道区間）との重用区間となる。

## 隣
E78 東九州自動車道（日南・志布志道路区間を含む）
串間IC - 夏井IC - (35) 志布志IC - (35-1) 志布志有明IC - (36) 大崎IC
都城志布志道路（有明志布志道路・志布志道路）
有明東IC - 志布志IC - 志布志港